# Montgomery, Tennessee
Montgomery este o comunitate neîncorporată din Comitatul Scott, în Tennessee, Statele Unite ale Americii.